# Waldemar Łysiak
Waldemar Łysiak (Varsovia, 22 de marzo de 1944) es un escritor polaco, historiador de arte y periodista. Ha escrito bajo su nombre propio y con seudónimos 'Valdemar Baldhead' (una traducción aproximada de su nombre), 'Archibald', 'Mark W. Kingden', 'Rezerwowy Ł.'. Es un experto en la época napoleónica, sobre la cual ha escrito género histórico y ficción. También posee una gran colección de manuscritos e impresiones raras, entre otros los poemas de Norwid y la única copia que queda de Kochanowski Treny.
Es conocida su total oposición al comunismo y a los regímenes totalitarios. Es el padre de Tomasz Łysiak,  conocido periodista radiofónico, actor y escritor de fantasía.
Desde 2011, Łysiak publica en el semanal Uważam Rze.

## Educación
Łysiak estudió en el Liceo Bolesław Prus de Varsovia, y fue a estudiar arquitectura en la Universidad Técnica de Varsovia, graduándose en 1968. Estudió más tarde Historia del Arte en la Universidad de Roma, así como en el Centro internacional de Estudios de Conservación en Roma. En 1977 obtuvo un doctorado de la Universidad Técnica de Varsovia con su tesis titulada La doctrina napoleónica de fortificación. 

## Controversia
Sus trabajos son a menudo polémicos. Empezó a escribir de política con la trilogía Dobry (Bueno), Konkwista (Conquista) y Najlepszy (El Mejor), la cual aludió a los acontecimientos que rodearon el fin de la PRL (República Popular de Polonia) y el principio de III RP (Tercera República de Polonia).  Retomó el tema con Rzeczpospolita kłamców (República de Mentirosos) y Alfabet Szulerow (Un A-z de Conmen). En todos estos libros Łysiak ataca a los fundadores de la Tercera República polaca (ve Acuerdo de Mesa de la Ronda). Llamó a esas personas el salón rosa (różowy salon), con Adam Michnik a la cabeza.
En 2006 Wojciech Czuchnowski publicó un artículo en la Gazeta Wyborcza titulado Waldemar Łysiak, Barón Münchhausen de la 4º República Polaca. Czuchnowski acusó a Łysiak de reciclarse en crítico del sistema, cuando durante el comunismo sus libros disfrutaron de grandes tiradas y era frecuentemente entrevistado en los diarios. Łysiak respondió con un artículo en la Gazeta Polska titulado "El Salón Represalia, o 'mano, pie, cerebro en la pared'". A tener en cuenta que Czuchnowski no es considerado un periodista fiable.

## Obra publicada
- Kolebka (Poznań, 1974, 1983, 1987, 1988)
- Las islas encantadas (Wyspy zaczarowane). (Varsovia 1974, 1978. Cracovia 1986. Chicago-Warszawa 1997)
- Szuańska ballada (Warszawa 1976, 1980, Kraków 1991)
- El sendero francés (Francuska ścieżka), (Warszawa 1976, 1980, Kraków 1984, Exlibris 2000)
- Empirowy pasjans (Warszawa 1977, 1984, Poznań 1990)
- Cesarski Póquer (Warszawa 1978, Kraków 1991)
- La perfidia (Perfidia), (Warszawa 1980, Kraków 1991)
- Asfaltowy saloon (Warszawa 1980, 1986)
- El ajedrecista (Szachista). (Varsovia, 1980. Cracovia, 1982, 1989)
- Flet z mandragory (Warszawa 1981, 1996, Kraków 1982)
- Frank Lloyd Wright (Warszawa 1982, Chicago-Warszawa 1999)
- MW (Kraków 1984, 1988)
- Łysiak Ficción (Warszawa 1986)
- Las islas deshabitadas (Wyspy bezludne), (Kraków 1987, Warszawa 1994)
- Łysiak na łamach (Warszawa 1988)
- Konkwista (Warszawa 1988, 1989, Chicago-Warszawa 1997)
- Dobry (Warszawa 1990, Chicago-Warszawa 1997)
- Napoleoniada (Warszawa 1990, Chicago-Warszawa 1998)
- El bueno (Lepszy), (Warszawa 1990)
- Los perros silenciosos (Milczące psy), (Kraków 1990, Chicago-Warszawa 1997)
- El mejor (Najlepszy), (Warszawa 1992, Chicago-Warszawa 1997)
- Łysiak na łamach 2 (Warszawa 1993)
- Statek (Warszawa 1994, Chicago-Warszawa 1999)
- Łysiak na łamach 3 (Warszawa 1995)
- Wilk i kuglarz - Łysiak na łamach 4 (Warszawa 1995)
- Hombre de Moda vieja - Łysiak na łamach 5 (Chicago-Warszawa 1997)
- Malarstwo Białego Człowieka - tom 1 (Poznań, 1997)
- La pintura del Hombre Blanco (Malarstwo Białego Człowieka) - tomo 2 (Chicago-Warszawa 1997)
- Malarstwo Białego Człowieka - tom 3 (Chicago-Warszawa 1998)
- Malarstwo Białego Człowieka - tom 4 (Chicago-Warszawa 1998)
- Poczet Królów bałwochwalców (Chicago-Warszawa 1998)
- Malarstwo Białego Człowieka - tom 5 (Chicago-Warszawa 1999)
- Napoleón, el fortificador (Napoleon fortyfikator), (Chicago-Warszawa 1999)
- Malarstwo Białego Człowieka - tom 6 (Chicago-Warszawa 1999)
- El precio (Cena), (Chicago-Warszawa 2000) ISBN 83-87071-64-1
- Malarstwo Białego Człowieka - tom 7 (Chicago-Warszawa 2000)
- El siglo de los mentirosos (Stulecie kłamców) (Chicago-Warszawa 2000)
- Malarstwo Białego Człowieka - tom 8 (Chicago-Warszawa 2000)
- La isla de los tesoros perdidos (Wyspa zaginionych skarbów), 2001
- Łysiak na łamach 6. Piórem i mieczem 2001
- El cáliz (Kielich) (2002)
- Empireum (2003)
- Rzeczpospolita kłamców - Salon (2004) ISBN 83-917612-5-8
- Ostatnia kohorta (2005)
- El peor (Najgorszy) (2006)
- Alfabet szulerów część pierwsza Un-L. Salon 2. (2006) ISBN 83-60297-11-8
- Alfabet szulerów część druga M-Z. Salon 2. (2006) ISBN 83-60297-12-6
- Talleyrand - Droga "Mefistofelesa". Warszawa (2007) ISBN 978-83-60297-18-6
- Lider (2008) ISBN 978-83-60297-21-6
- Historia Saskiej Kępy (2008) ISBN 978-83-60297-26-1
- Mitología świata bez klamek (2008) ISBN 978-83-60297-27-8